# Lilou, Henan
Lilou (kinesiska: 李楼, 李楼乡) är en socken i Kina. Den ligger i provinsen Henan, i den centrala delen av landet, omkring 180 kilometer sydost om provinshuvudstaden Zhengzhou.
Genomsnittlig årsnederbörd är 998 millimeter. Den regnigaste månaden är augusti, med i genomsnitt 192 mm nederbörd, och den torraste är januari, med 9 mm nederbörd.